# Joanna Golińska-Pilarek
Joanna Karolina Golińska-Pilarek (ur. 20 kwietnia 1976 w Warszawie) – polska logiczka i filozofka, wykładowczyni Uniwersytetu Warszawskiego.

## Życiorys
Joanna Golińska-Pilarek maturę zdała w IX Liceum Ogólnokształcącym w Warszawie (1995). Następnie studiowała filozofię (1995–1999) oraz matematykę (1998–2001) na Uniwersytecie Warszawskim, uzyskując tytuł magistra filozofii na podstawie napisanej pod kierunkiem Marcina Mostowskiego rozprawy Problem spektrum dla języków z kwantyfikatorami Henkina (1999, z wyróżnieniem) oraz licencjata matematyki na podstawie napisanej pod kierunkiem Edmunda Puczyłowskiego pracy Lokalne twierdzenia logiki i ich zastosowania w teorii grup (2003). W latach 1999–2004 odbyła studia doktoranckie w Instytucie Filozofii UW, zakończone obroną pracy doktorskiej Rozszerzenie logiki niefregowskiej, ich syntaktyczne i teoriomodelowe własności oraz filozoficzne interpretacje (promotor – Mieczysław Omyła). Tamże uzyskała habilitację w dziedzinie nauk humanistycznych, dyscyplina – filozofia, specjalność – logika, przedstawiając dzieło Wnioskowania w logikach nieklasycznych: systemy dedukcyjne, rozstrzygalność, procedury decyzyjne.
W latach 2004–2011 zatrudniona jako adiunktka w Zakładzie Zaawansowanych Technik Informacyjnych Instytutu Łączności w Warszawie. W 2006 rozpoczęła pracę na stanowisku adiunktki w Zakładzie Logiki Instytutu Filozofii WFiS UW, a po restrukturyzacji w Zakładzie Logiki Wydziału Filozofii UW na stanowisku profesora uczelni (od 2019 roku). Pełniła m.in. funkcję zastępczyni dyrektora IF UW ds. badań naukowych i współpracy z zagranicą (2014-2020). Odbyła dwa roczne staże na Uniwersytecie Helsińskim (2001–2002, 2012).
Jej zainteresowania naukowe skupiają się na logice i jej zastosowaniach w różnych dziedzinach wiedzy, zwłaszcza w filozofii, matematyce, informatyce, kognitywistyce; logikach dla wnioskowań jakościowych i ich systemami dedukcyjnymi; logikach niefregowskich ze spójnikami identyczności i równoznaczności.
Laureatka stypendium naukowego Ministerstwa Nauki i Szkolnictwa Wyższego dla wybitnych młodych naukowców (2010–2013), stypendium dla młodych naukowców w ramach programu START Fundacji na rzecz Nauki Polskiej (2007, 2008) oraz stypendium Polityki dla młodych naukowców „Zostańcie z nami” (2003).
Członkini Rady Narodowego Centrum Nauki w latach 2016–2024, Przewodnicząca Komisji ds. Regulaminów i Procedur Rady NCN w latach 2020-2024.
Matka dwóch synów (ur. 2002, 2016) i córki (ur. 2014).

## Publikacje książkowe
- Ewa Orłowska, Joanna Golińska-Pilarek: Dual tableaux : foundations, methodology, case studies. Dordrecht: Springer, 2011, s. 523. ISBN 978-94-007-0004-8.

Tłumaczenia
- Anita Burdman Feferman, Solomon Feferman: Alfred Tarski : życie i logika. Joanna Golińska-Pilarek i Marian Srebrny (tłum.). Warszawa: Wydawnictwa Akademickie i Profesjonalne, 2004, s. 475. ISBN 978-83-60501-94-8.
- Volker Halbach: Aksjomatyczne teorie prawdy. Cezary Cieślinski, Joanna Golińska-Pilarek (tłum.). Warszawa: Wydawnictwo Naukowe PWN, 2012, s. 430. ISBN 978-83-01-17235-0.